# رانديفو (فلم 2001)
رانديفو فيلم مصري من إنتاج عام 2001. وتاريخ عرضه يوافق عيد الأضحى 1421 هـ.

## قصة الفيلم
تدور أحداث الفيلم حول مجموعة من الشباب يلتقون بفتاة ليل التي تشاء الظروف أن تغير مسار حياة هؤلاء الشباب، وتتوالى الأحداث لتبدأ الفتاة حياة جديدة نظيفة بعيدة عن السهرات والجو الفاسد، الفيلم يعالج قضايا الشباب والتفكك الأسرى والفراغ في حياة هؤلاء الشباب، ويقدم نموذج الفتاة المغلوبة على أمرها، والتي تدفعها ظروف الفقر والحاجة إلى طريق الرذيلة.

## بطولة
- سمية الخشاب
- أحمد زاهر
- خالد أبو النجا
- فتحي عبد الوهاب
- إنجي شرف
- منى حسين
- سامي العدل
- أشرف مصيلحي
- ميمي جمال
- ألفت سكر
- هانم محمد
- نعيم عيسى
- لبنى محمود
- لبنى شاهين
- سعيد عبد اللطيف

## روابط خارجية
- مقالات تستعمل روابط فنية بلا صلة مع ويكي بيانات